# Diospyros salicifolia
El chocoyito o xu chu che (Dyospirus salicifolia), es un árbol de la familia Ebenaceae. Algunos de sus nombres comunes son: chocollito (Costa Rica), nanciguiste (Nicaragua), caqui, palo santo, caqui de China (España). Este género tiene una amplia distribución en México teniendo un gran potencial para su estudio, aprovechamiento y desarrollo.

## Clasificación y descripción
Árbol o arbusto de 2 a 20 m de altura, las ramas jóvenes pubescentes con un diámetro de hasta 30 cm, tronco generalmente recto, cilíndrico, copa densa piramidal rara vez redondeada. Ramas delgadas hojas nuevas que torna a color dorado. La corteza externa es de color morena a negruzca, la interna blanca-verdoso. La madera es suave de color blanca a amarillo-blanquecina.
Tiene hojas simples alternas, dispuestas en espiral, de 4 a 16 cm de largos y 2 a 7 cm de ancho, oblanceoladas, oblongas-oblanceoladas o elípticas; ápice redondeado o ligeramente apiculado, obtuso o a veces agudo, base cuneada o rara vez redondeada, tomentosas o a veces glabrescentes; pecíolo 3 a 8 mm de largo.
Inflorescencias tipo cimas axilares, estaminadas con flores femeninas solitarias, raramente en cimas de 3 flores, las flores masculinas en inflorescencias; cáliz con 3-4 lóbulos, tomentoso con ápice agudo, lóbulos ovados, 2.5 a 5 mm de largo; corola angostamente urceolada argénteo-serícea en parte, tubo 5 a 8 mm de largo.
El fruto es globoso de 2 a 3 cm de ancho, 6-locular, amarillo a anaranjado al madurar, pulpa anaranjada. Contiene de 4 a 5 semillas rojizas. Los frutos permanecen en el árbol una vez que este pierde las hojas.

## Distribución
El género Diospyros está conformado por alrededor de 500 especies, 120 están en América y más de 20 en México. La distribución principal del género es en el centro y sur de este país constituyendo un elemento típicamente neotropical. Su distribución específica en México es en los estados de Guerrero, Oaxaca, Chiapas y la península de Yucatán. Se localiza también en países centroamericanos.

## Ambiente
Las especies del complejo D. salicifolia se distribuyen principalmente en zonas costeras, en bosques tropicales perennifolios, caducifolios,  subcaducifolios, bosque de coníferas y encinos, así como en bosque mesófilo de montaña.

## Estado de conservación
En México no se encuentra en ninguna categoría de protección de la NOM059. Tampoco está en una categoría en la lista roja de la IUCN (International Union for Conservation of Nature), ni en CITES (Convención sobre el Comercio Internacional de Especies Amenazadas de Fauna y Flora Silvestres).